# Populismo de esquerda
Populismo de esquerda é uma ideologia política que combina a retórica e os temas da esquerda com o do populismo. Normalmente concentra sentimentos anti-elitistas, oposição ao sistema hegemônico e busca unificar uma voz em nome do "povo comum". Temas majoritários do populismo de esquerda incluem o anticapitalismo, justiça social e a antiglobalização, de modo em que a ideologia de uma sociedade de classes e as teorias socialistas não surgem como protagonistas do seu projeto, assim como se constitui para outros movimentos ligados à esquerda tradicional. Nesse sentido, a crítica ao capitalismo e a globalização está ligada ao sentimento antiamericano e anti-imperialista que surgiu no movimento populista de esquerda após uma série de operações militares dos Estados Unidos pelo mundo, especialmente no Oriente Médio no final do século XX.
Apesar de englobar vários temas e ideologias dentro dele, um dos principais pontos do populismo de esquerda é a defesa dos ideais de combate às desigualdades, inclusão social e igualitarismo. Já na entrada do século XXI, a partir do acirramento das crises migratórias e o crescimento das organizações identitárias por todo o mundo, a imigração e os direitos LGBT passaram a ingressar na agenda populista, sendo definido pelo termo "populismo inclusivo". Alguns acadêmicos também vêem uma forte influência nacionalista e da defesa do Estado de bem-estar social.
Apesar de ser um campo político bastante diverso, o populismo é visto de forma pejorativa, muitas vezes associado a projetos eleitorais de cunho apelativo e propagandista, gerando posicionamentos antagônicos entre pesquisadores do assuntos. Em sua principal obra A Razão Populista, Ernesto Laclau combate a estigmatização e afirma que as rejeições ao populismo se dão em grande parte por conta da disputa natural presente entre a sociedade de classes, em que uma parcela das elites procura distanciar as maiorias das disputas políticas e dos espaços de poder. O filósofo segue com seu raciocínio apresentando que o populismo não representa um projeto unitário e tampouco que possa ser atribuído a um fenômeno delimitado, mas corresponde a uma lógica social cujos efeitos perpassam uma variedade de fenômenos, definindo o populismo como "simplesmente uma forma de construir o político". Em contrapartida, a pesquisadora Rosalind C. Morris, da Universidade de Cambridge, avalia que o populismo de esquerda se alimenta de uma fonte perigosa, em que a sua base discursiva é orientada pela ideia de "inimigos políticos permanentes", criando uma sociedade baseada no medo. 